# Storla (Dakota del Sur)
Storla es un lugar designado por el censo ubicado en el condado de Aurora en el estado estadounidense de Dakota del Sur. En el Censo de 2010 tenía una población de 6 habitantes y una densidad poblacional de 18,39 personas por km².

## Geografía
Storla se encuentra ubicado en las coordenadas 43°51′45″N 98°21′9″O / 43.86250, -98.35250. Según la Oficina del Censo de los Estados Unidos, Storla tiene una superficie total de 0.33 km², de la cual 0.33 km² corresponden a tierra firme y (0%) 0 km² es agua.

## Demografía
Según el censo de 2010, había 6 personas residiendo en Storla. La densidad de población era de 18,39 hab./km². De los 6 habitantes, Storla estaba compuesto por el 100% blancos, el 0% eran afroamericanos, el 0% eran amerindios, el 0% eran asiáticos, el 0% eran isleños del Pacífico, el 0% eran de otras razas y el 0% pertenecían a dos o más razas. Del total de la población el 0% eran hispanos o latinos de cualquier raza.